# Chesalles-sur-Moudon
Chesalles-sur-Moudon es una comuna suiza del cantón de Vaud, situada en el distrito de Broye-Vully. Limita al norte con la comuna de Curtilles, al noreste con Sarzens, al sureste con Brenles, al sur con Chavannes-sur-Moudon, y al oeste con Moudon.
La comuna hizo parte hasta el 31 de diciembre de 2007 del distrito de Moudon, círculo de Lucens.